# Honoré Barthélémy
Honoré Barthélémy (* 25. September 1891 in Paris; † 12. Mai 1964 Champigny) war ein französischer Radrennfahrer.
1912 wurde Honoré Barthélémy Französischer Straßenmeister, allerdings der eines „unabhängigen“ Radsportverbandes. 1919 wurde er Vize-Meister auf der Straße sowie 1920 im Querfeldeinrennen. Im selben Jahr belegte er bei Paris–Roubaix den dritten Platz und startete erstmals bei der Tour de France. Er gewann vier Etappen und wurde Fünfter der Gesamtwertung.
Besonders populär wurde Barthélémy in seinem Heimatland durch seine Teilnahme an der Tour de France 1920, die er mit reiner Willensstärke beendete: Auf der achten Etappe nach Aix-en-Provence stürzte er schwer, setzte sich aber halbblind und blutend wieder aufs Rad. Trotz einer gebrochenen Schulter, eines ausgerenkten Handgelenks und eines verletzten Auges fuhr er die Tour zu Ende. Er wurde in Paris als Achter der Gesamtwertung und damit bester Franzose hinter sieben Belgiern triumphal empfangen. 1921 nahm er ein weiteres Mal an der Tour teil und wurde Dritter, obwohl er inzwischen ein Glasauge trug, das er allerdings während des Rennens öfter verlor. Er konnte als Berufsfahrer insgesamt elf Rennen gewinnen.
1925 und 1928 gewann Honoré Barthélémy das 24-Stunden-Bahnrennen Bol d’Or.

## Erfolge

### Straße
1912
- Französischer Meister (Unabhängige) – Straßenrennen

1919
- vier Etappen Tour de France

1921
- eine Etappe Tour de France
- Paris–Saint-Étienne

### Bahn
1925
- Bol d’Or

1927
- Bol d’Or

## Tour-de-France-Platzierungen
| Grand Tour         | 1919 | 1920 | 1921 | 1922 | 1923 | 1924 | 1925 | 1926 | 1927 |
| ------------------ | ---- | ---- | ---- | ---- | ---- | ---- | ---- | ---- | ---- |
| Tour de FranceTour | 5    | 8    | 3    | DNF  | DNF  | DNF  | DNF  | –    | DNF  |